# Baloghia inophylla
Baloghia inophylla là một loài thực vật có hoa trong họ Đại kích. Loài này được (G.Forst.) P.S.Green mô tả khoa học đầu tiên năm 1986.

## Hình ảnh

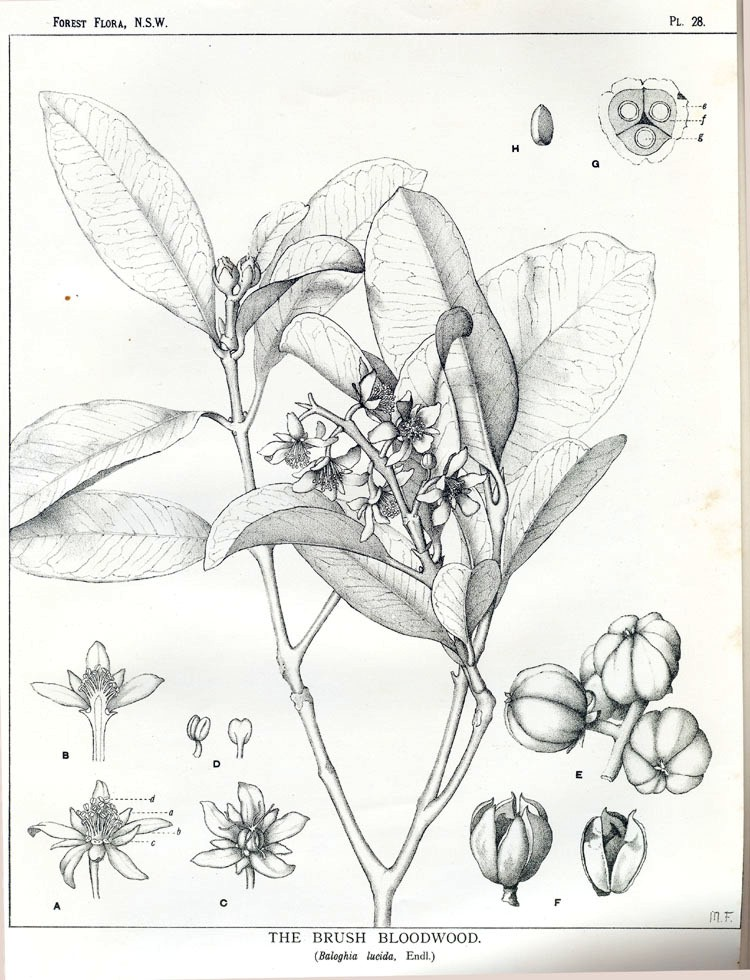